# Sabulodes arnissa
Sabulodes arnissa là một loài bướm đêm trong họ Geometridae.